# Peruviogomphus bellei
Peruviogomphus bellei là loài chuồn chuồn trong họ Gomphidae. Loài này được Machado mô tả khoa học đầu tiên năm 2005.